# Hans Helander
Hans Helander (* 27. Juli 1942 in Kungsör) ist ein schwedischer Philologe.

## Leben
Hans Helander erwarb den fil. mag. 1966 an der Universität Uppsala, den fil. lic. in Latein 1969 und 1977 fil. dr. Er besuchte die Pädagogische Hochschule 1969–1970. Helander wurde Dozent für Latein 1977 und Universitetslektor für Latein 1991–2007. Er wurde 1997 zum Biträdande professor für Latein und 1999 zum Professor für Latein ernannt.